# Zellertal
Zellertal település Németországban, Rajna-vidék-Pfalz tartományban. Lakosainak száma 1145 fő (2023. december 31.).

## Népesség
A település népességének változása:
| Lakosok száma | 1126 | 1157 | 1150 | 1127 | 1130 | 1145 |
|               | 1975 | 2017 | 2019 | 2021 | 2022 | 2023 |